# 奈镇 (芒什省)
奈镇（法語：Nay）是法国芒什省的一个市镇，属于库唐塞区（Coutances）佩里耶尔县（Périers）。该市镇总面积2.51平方公里，2009年时的人口为80人。

## 人口
奈镇人口变化图示